# Espérame en el cielo
Espérame en el cielo es una película española, estrenada en 1988, dirigida por Antonio Mercero e interpretada por Pepe Soriano, José Sazatornil y Chus Lampreave. Toma su nombre de la canción Espérame en el cielo cantada por Antonio Machín, que es el tema principal de la banda sonora.

## Argumento
Paulino Alonso (Pepe Soriano) es un ortopedista que tiene un gran parecido físico con Franco. Durante una juerga privada, Paulino es secuestrado por agentes del gobierno al mando de Alberto Sinsoles (José Sazatornil), "jefe de propaganda nacional", con el fin de utilizarlo como doble de Franco en sus apariciones públicas de riesgo; comienza así un "entrenamiento" en los gestos y modos del gobernante, que Paulino termina finalmente aprendiendo. Mientras tanto, su mujer (Chus Lampreave) y amigos están convencidos de que ha muerto, por lo que deciden intentar contactar con él por medio de sesiones de espiritismo, pero los resultados no son los esperados... Mientras tanto, Paulino Alonso es ya prácticamente imposible de distinguir de Franco por nadie (ni siquiera por su esposa). Absolutamente por nadie. Pero no está conforme con su destino y piensa en sublevarse, si bien únicamente conseguirá un fugaz encuentro con su esposa, en el que acuerda comunicarse con ella pellizcándose la oreja, gesto que ella podrá ver durante las transmisiones del NO-DO (una visita a las minas de carbón, una entrevista con el embajador de Egipto, la inauguración del embalse de Entrepeñas...). Al final de la película, se descubrirá que Paulino ha suplantado por completo al gobernante, tanto que ha sido él y no Franco el enterrado en el Valle de los Caídos.

## Localizaciones de rodaje
La película se filmó en diversos lugares: La Felguera (Asturias), Ferrol (La Coruña), Pantano de Entrepeñas (Guadalajara), Madrid, Valle de Cuelgamuros y Palacio del Pardo (Madrid).

## Premios y candidaturas
3ª edición de los Premios Goya
| Categoría                     | Persona                                        | Resultado  |
| ----------------------------- | ---------------------------------------------- | ---------- |
| Mejor película                | Mejor película                                 | Candidata  |
| Mejor director                | Antonio Mercero                                | Candidato  |
| Mejor actor protagonista      | Pepe Soriano                                   | Candidato  |
| Mejor actriz de reparto       | Chus Lampreave                                 | Candidata  |
| Mejor actor de reparto        | José Sazatornil                                | Ganador    |
| Mejor guion original          | Horacio Valcárcel Román Gubern Antonio Mercero | Candidatos |
| Mejor maquillaje y peluquería | Ángel Luis de Diego Alicia Regueiro            | Candidatos |